# Cinta Damai (Percut Sei Tuan)
Cinta Damai is een bestuurslaag in het regentschap Deli Serdang van de provincie Noord-Sumatra, Indonesië. Cinta Damai telt 4739 inwoners (volkstelling 2010).